# Salko Alikadić
Salko Alikadić (Kladanj, 18. ožujka 1896. – kod Doboja, 16. studenoga 1941., general oružanih snaga NDH. 

## Životopis
Rođen u Kladnju 1896. godine. Pravo studirao u Subotici. U Budimpešti završio učilište za pričuvne časnike. Bio djelatni časnik u austro-ugarskoj vojsci i u vojsci Kraljevine Jugoslavije. Do Travanjskog rata 1941. došao je do čina potpukovnika. Travnja 1941. pristupio oružanim snagama NDH. Bio je u domobranstvu NDH. Organizirao je ustaške postrojbe u Bugojnu, Kupresu, Prozoru i Vakufu. Od svibnja 1941. zapovijeda 14. pohodnim bataljunom. Poslije zapovijeda 3. bojnom 2. pješačke pukovnije. Pogiba tijekom operacije Ozren. Posmrtno dobio generalski čin. Dobio naslov viteza. 